# Зингейка
Зингейка — река на Южном Урале в Челябинской области России. Исток находится в Джабык-Карагайском бору. Устье реки находится в 2104 км по левому берегу реки Урал. Длина реки составляет 102 км.

## Притоки
Основные притоки (расстояние от устья):
- 13 км: Урпечка
- 48 км: Казьба
- 77 км: Сухая

## Данные водного реестра
По данным государственного водного реестра России относится к Уральскому бассейновому округу, водохозяйственный участок реки — Урал от Магнитогорского гидроузла до Ириклинского гидроузла. Речной бассейн реки — Урал (российская часть бассейна).
Код объекта в государственном водном реестре — 12010000312112200001854.